# 尾張名古屋杯
尾張名古屋杯（おわりなごやはい）は愛知県競馬組合が名古屋競馬場で施行する地方競馬の準重賞（格付けはP）競走である。
以前は、日刊スポーツ新聞社賞、新冠町長賞が贈られていた。

## 概要
2020年よりC級クラスの準重賞競走として施行されている。
以前はA級からC級までのクラス混合（ただし上位格付けのA1級、A2級は出走できない）という条件設定の重賞競走で、好調な競走馬同士の対戦を意図して企画された。2014年までは年2回施行で、春はゴールデンウィーク期間中に、冬は年末年始に行われていた。2015年からは、正月開催でのみ施行されている。
2023年からは名古屋競馬場の移転に伴い、ダート1500mへ距離が変更される。

## 条件・賞金等（2024年）
出走条件
サラブレッド系3歳以上、東海（愛知・笠松）所属C級
負担重量
定量（56kg、牝馬2kg減）
賞金額
1着120万円、2着42万円、3着24万円、4着18万円、5着12万円
副賞
愛知県競馬組合管理者賞。

## 歴史
本競走は1961年秋に創設された重賞「名古屋杯」を前身としている。名古屋杯は長らくアラブ系3歳以上の東海所属馬によるクラス混合のハンデキャップ競走として年に2回施行され、1996年冬の第71回は「タマツバキ記念」の副称がつき交流競走としても施行された。アラブ系競走馬の入厩頭数が減少したことで第90回（2006年5月4日）を最後に廃止され、同時に東海地区のアラブ系単独の競走も終了となった。
- 2006年冬 - 名古屋競馬場のダート1600mにて新設[4][6]。第1回は「トヨタ自動車賞 尾張名古屋杯」の名称で施行され、トヨタ自動車が優勝杯などを提供した[4]。
- 2007年冬 - 愛知の宇都英樹が騎手として史上初の冬連覇。
- 2008年春 - 日刊スポーツ新聞社から優勝杯の提供を受け、名称を「日刊スポーツ賞 尾張名古屋杯」に変更。
- 2009年春 - 愛知の今津勝之が調教師として史上初の春連覇。
- 2010年春 - 愛知の戸部尚実が騎手として史上初の冬の尾張名古屋杯から春の尾張名古屋杯を連覇。
- 2011年春
  - 愛知の戸部尚実が騎手として史上初の春連覇。
  - 愛知の川西毅が調教師として史上2人目の春連覇。
- 2012年春 - 愛知の丸野勝虎が騎手として史上2人目の冬春連覇。
- 2014年冬 - 愛知の岡部誠が騎手として史上初の春の尾張名古屋杯から冬の尾張名古屋杯を連覇。
- 2018年 - B・C級の特別競走に降格される[7]。なお、引き続き回次は付された。
- 2019年 - 回次が付されなくなる。
- 2020年 - C級の準重賞に昇格し、賞金が増額される。
- 2023年 - 名古屋競馬場の移転に伴い、施行距離をダート1500mに変更。

### 歴代優勝馬
| 回数   | 施行年月日     | 優勝馬             | 性齢 | 所属 | タイム | 優勝騎手 | 管理調教師 | 馬主                      |
| ------ | -------------- | ------------------ | ---- | ---- | ------ | -------- | ---------- | ------------------------- |
| 第1回  | 2006年12月31日 | コスモスパーブ     | 牡4  | 愛知 | 1:42.7 | 宇都英樹 | 荒巻透     | 玉田博志                  |
| 第2回  | 2007年4月30日  | ゴールドマジンガー | 牡6  | 愛知 | 1:44.2 | 倉地学   | 角田輝也   | 金森駿介                  |
| 第3回  | 2007年12月31日 | エプソムキララ     | 牝3  | 愛知 | 1:44.4 | 宇都英樹 | 竹之下昭憲 | 深沢博美                  |
| 第4回  | 2008年4月29日  | カモンネイチャ     | 牡5  | 愛知 | 1:44.1 | 丸野勝虎 | 今津勝之   | 誓山正伸                  |
| 第5回  | 2008年12月31日 | ツルマルツイモツイ | 牡5  | 愛知 | 1:43.8 | 加藤誓二 | 藤ヶ崎一男 | 鈴木誠                    |
| 第6回  | 2009年5月6日   | ハードインパルス   | 牡5  | 愛知 | 1:40.6 | 大畑雅章 | 今津勝之   | 芹澤精一                  |
| 第7回  | 2009年12月31日 | ハクシンフリーダム | 牡6  | 愛知 | 1:44.1 | 戸部尚実 | 瀬戸口悟   | 新井原博                  |
| 第8回  | 2010年5月4日   | シンワコウジ       | 牡4  | 愛知 | 1:42.1 | 戸部尚実 | 川西毅     | 若尾昭一                  |
| 第9回  | 2010年12月31日 | マコトバンクウ     | 牡4  | 愛知 | 1:43.0 | 山本茜   | 荒巻透     | 小菅誠                    |
| 第10回 | 2011年5月4日   | バンブーアズーリ   | 牡6  | 愛知 | 1:42.0 | 戸部尚実 | 川西毅     | （有）バンブー牧場        |
| 第11回 | 2012年1月2日   | ハートオブストーン | 騸5  | 愛知 | 1:44.5 | 丸野勝虎 | 藤ヶ崎一男 | （株）ジェイルハウス      |
| 第12回 | 2012年5月2日   | デジタルゴールド   | 牝5  | 愛知 | 1:40.3 | 丸野勝虎 | 角田輝也   | 竹内三年                  |
| 第13回 | 2013年1月1日   | ネオンオーカン     | 牡4  | 愛知 | 1:41.5 | 大畑雅章 | 竹下直人   | 森哲                      |
| 第14回 | 2013年4月30日  | キクノグラード     | 牡4  | 愛知 | 1:41.0 | 岡部誠   | 川西毅     | 菊池五郎                  |
| 第15回 | 2014年1月1日   | ロードパルジファル | 牡5  | 愛知 | 1:43.8 | 岡部誠   | 田中敏和   | （株）ファーストビジョン  |
| 第16回 | 2014年5月6日   | ゴールドピューマ   | 牡4  | 愛知 | 1:42.7 | 戸部尚実 | 山内和明   | 大島栄一                  |
| 第17回 | 2015年1月1日   | ブライトシンプー   | 牡6  | 愛知 | 1:43.2 | 持原大志 | 藤ヶ崎一男 | 伊藤公一                  |
| 第18回 | 2016年1月1日   | ワンダフルタイム   | 牝5  | 愛知 | 1:47.5 | 安部幸夫 | 角田輝也   | （同）JPN技研             |
| 第19回 | 2017年1月1日   | カツゲキライデン   | 牡6  | 愛知 | 1:43.5 | 木之前葵 | 錦見勇夫   | 野々垣正義                |
| 第20回 | 2018年1月2日   | ビターレ           | 牡4  | 愛知 | 1:44.3 | 岡部誠   | 藤ヶ崎一男 | 玉田博志                  |
| -      | 2019年1月2日   | ライブリテックス   | 牡4  | 愛知 | 1:42.2 | 戸部尚実 | 川西毅     | 加藤哲郎                  |
| -      | 2020年1月3日   | モニュメントキング | 牡4  | 愛知 | 1:43.6 | 柿原翔   | 藤ヶ崎一男 | 豊原純弥                  |
| -      | 2021年1月3日   | マクルーバ         | 牝6  | 愛知 | 1:45.1 | 今井貴大 | 竹下直人   | 畑佐博                    |
| -      | 2022年1月3日   | サンデーグラス     | 牡4  | 愛知 | 1:46.0 | 大畑雅章 | 今津博之   | 道地房男                  |
| -      | 2023年1月3日   | ブリーザフレスカ   | 牝4  | 愛知 | 1:35.2 | 塚本征吾 | 塚田隆男   | 田口雅英                  |
| -      | 2024年1月3日   | ナンヨークリスタル | 騸4  | 愛知 | 1:35.9 | 岡部誠   | 角田輝也   | 中村徳也                  |
| -      | 2025年1月3日   | コルヴィル         | 牝4  | 愛知 | 1:35.8 | 細川智史 | 角田輝也   | (株) 京都ホースレーシング |

#### 各回競走結果の出典
- 尾張名古屋杯 歴代優勝馬 - 地方競馬全国協会

- JBISサーチ 
  - 2006年、2007年、2007年、2008年、2008年、2009年、2009年、2010年、2010年、2011年、2012年、2012年、2013年、2013年、2014年、2014年、2015年、2016年、2017年、2018年、2022年、2023年、2024年、2025年